# Лозовое (Городнянский район)
Лозовое (укр. Лозове) — бывший посёлок, Моложавский сельский совет, Городнянский район, Черниговская область, Украина.
Код КОАТУУ — 7421486404. Население по переписи 2001 года составляло 0 человек .
По данным 1986 года население составляло 10 человек.

## Географическое положение
Посёлок Лозовое находится на левом берегу ручья Невклянский, на берегу большого осушенного торфяного болота урочище Болото Замглай, на противоположном берегу канала — село Невкля.

## История
1766 год — дата основания. 29 марта 2013 года Лозовое исключено из учётных записей — ликвидирован статус населённого пункта — решением Черниговского областного совета. 